# Quetzalcoatlán de las Palmas
Quetzalcoatlán de las Palmas är en ort i Mexiko.   Den ligger i kommunen Zitlala och delstaten Guerrero, i den sydöstra delen av landet, 180 km söder om huvudstaden Mexico City. Quetzalcoatlán de las Palmas ligger 1 169 meter över havet och antalet invånare är 211.
Terrängen runt Quetzalcoatlán de las Palmas är bergig åt sydost, men åt nordväst är den kuperad. Terrängen runt Quetzalcoatlán de las Palmas sluttar norrut. Runt Quetzalcoatlán de las Palmas är det ganska glesbefolkat, med 34 invånare per kvadratkilometer. Närmaste större samhälle är Zitlala, 12,8 km söder om Quetzalcoatlán de las Palmas. I omgivningarna runt Quetzalcoatlán de las Palmas växer huvudsakligen savannskog.